# Modesto (Californië)
Modesto is een stad in de Amerikaanse staat Californië en telt 188.856 inwoners. Het is hiermee de 102e stad in de Verenigde Staten (2000). De oppervlakte bedraagt 92,7 km², waarmee het de 176e stad is.

## Demografie
Van de bevolking is 11,1 % ouder dan 65 jaar en bestaat voor 22,5 % uit eenpersoonshuishoudens. De werkloosheid bedraagt 9,2 % (cijfers volkstelling 2000).
Ongeveer 25,6 % van de bevolking van Modesto bestaat uit hispanics en latino's, 4 % is van Afrikaanse oorsprong en 6 % van Aziatische oorsprong.
Het aantal inwoners steeg van 166.430 in 1990 naar 188.856 in 2000.

## Klimaat
In januari is de gemiddelde temperatuur 7,6 °C, in juli is dat 25,1 °C. Jaarlijks valt er gemiddeld 307,3 mm neerslag (gegevens op basis van de meetperiode 1961-1990).

## Plaatsen in de nabije omgeving
De onderstaande figuur toont nabijgelegen plaatsen in een straal van 8 km rond Modesto.

## Geboren
- Cyrus Young (1928-2017), speerwerpkampioen
- Sonny Barger (1938-2022), schrijver
- George Lucas (1944), filmregisseur, filmproducent, schrijver
- Mark Spitz (1950), zwemmer
- Kenny Roberts (1951), motorcoureur
- Jason Lytle (1969), musicus
- Jeremy Renner (1971), acteur
- Boaz Myhill (1982), Welsh voetballer
- Jesse Williams (1983), atleet
- Karlee Bispo (1990), zwemster
- Bryson Dechambeau (1993) golfer